# Complejo deportivo Carlos Belmonte
El Complejo Deportivo Carlos Belmonte es una macroinstalación deportiva pública de 96 000 m² situada en la ciudad española de Albacete. Se trata del complejo deportivo más grande de la capital albaceteña, sede central del Instituto Municipal de Deportes (IMD).

## Historia
El actual Complejo Deportivo Carlos Belmonte compenzó a crearse en la década de 1950 con la construcción del Estadio Carlos Belmonte de Albacete, inaugurado el 9 de septiembre de 1960, a la postre primera instalación deportiva del centro. Posteriormente se irían sumando sucesivamente numerosas instalaciones que fueron conformando lo que hoy en día es el complejo. Así, a finales de los años 1970 se construyó la piscina olímpica, remodelada en 1980, que cuenta con capacidad para 2429 personas. La última instalación en sumarse al centro fue, en 2005, el centro termal, que cuenta con dos jacuzzis, tres saunas, tres baños turcos y una piscina termal.

## Instalaciones
El complejo cuenta con las siguientes instalaciones repartidas en una superficie cercana a los 100 000 m²:
- Estadio Carlos Belmonte
- 2 campos de fútbol de césped artificial
- 2 campos de fútbol de tierra
- Campo de fútbol de césped natural
- 2 piscinas de invierno
- 3 piscinas de verano
- 3 pistas polideportivas
- 2 pistas de frontón
- 4 pistas de tenis al aire libre
- 2 pistas de tenis cubiertas
- Sala de fitness
- 4 pistas de pádel dobles
- Centro termal

Entre los espacios auxiliares se encuentran los siguientes: hall del IMD con control de accesos, vestuarios masculinos y femeninos de piscina cubierta, piscina de verano y centro termal, vestuario infantil y  para minusválidos, sala de prensa, parque infantil, cinco vestuarios de fútbol o cafetería restaurante.

## Deportes
Entre los deportes que se practican a diario en el recinto se encuentran la natación, la natación sincronizada, el aquagym, el tenis, el frontón, el baloncesto, el fútbol sala, el fútbol, el fitness o el pádel, tanto a nivel profesional como amateur.

## Clubes
El Complejo Deportivo Carlos Belmonte es sede de competición o entrenamiento de numerosos clubes deportivos de la ciudad como el Albacete Balompié o el Natación Máster Albacete. En verano la piscina olímpica también sirve de sede de entrenamientos para el Club Natación Albacete.

## Eventos
A lo largo de su historia, el Complejo Deportivo Carlos Belmonte ha acogido numerosos eventos de carácter autonómico, nacional e internacional de variados deportes en sus diferentes instalaciones deportivas como, por ejemplo, los Campeonatos de España de Natación de 1980.